# Tallard
Tallard is een gemeente in het Franse departement Hautes-Alpes (regio Provence-Alpes-Côte d'Azur). De gemeente telde 2.272 inwoners op 1 januari 2022. De plaats maakt deel uit van het arrondissement Gap.
Tallard heeft een goed bewaard middeleeuws centrum, dat gedomineerd wordt door de ruïne van het kasteel van Tallard (14e - 16e eeuw). De kasteelruïne werd in 1957 aankocht door de gemeente en wordt geleidelijk aan gerestaureerd.
In de gemeente zijn er talrijke boomgaarden (appelen, peren en perziken) en wijngaarden.

## Geschiedenis

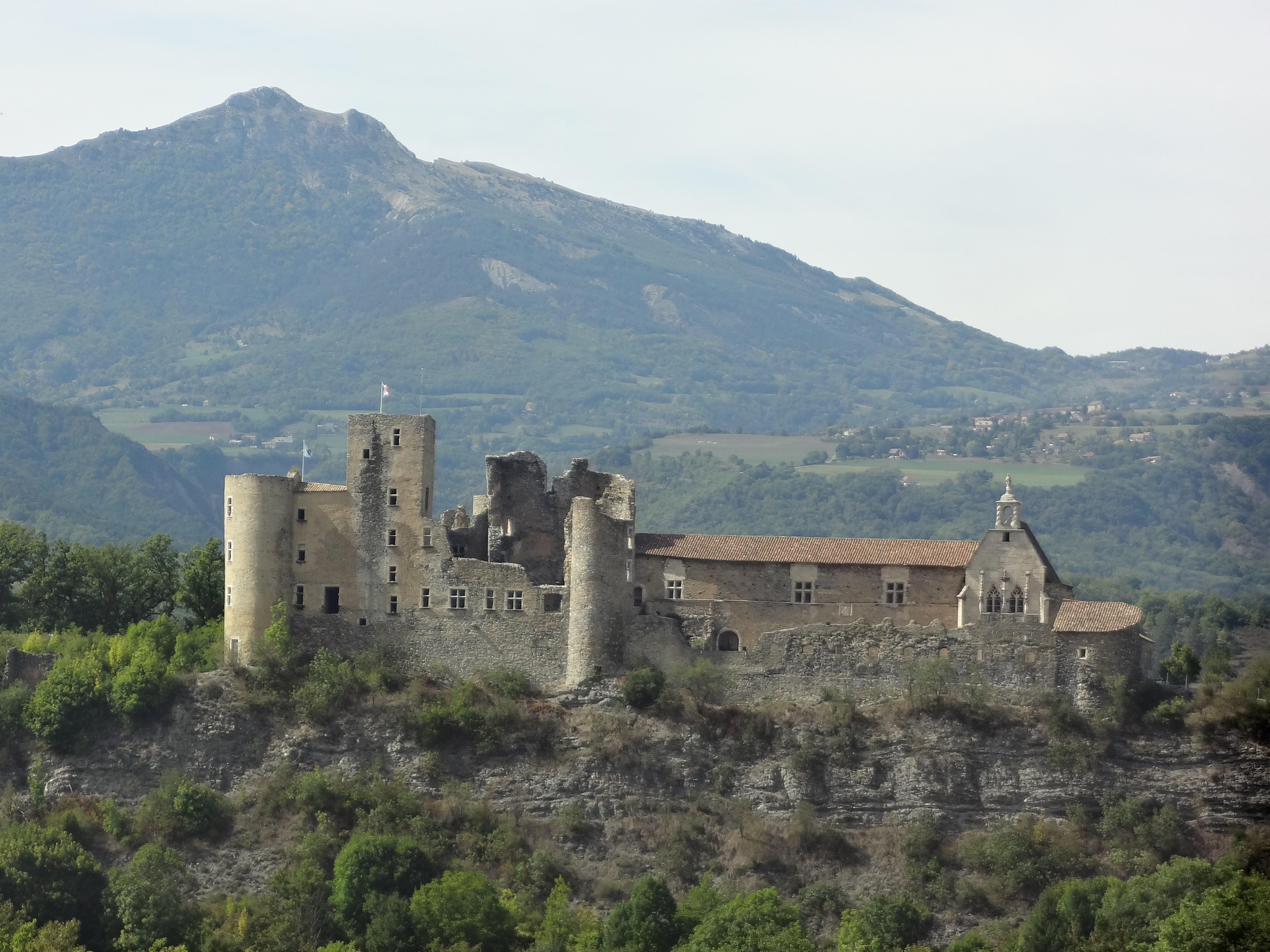
Het kasteel van Tallard

Volgens de legende stierf de heilige Gregorius, een Armeense bisschop, in 404 in Tallard en werd hij hier begraven. De plaats werd voor het eerst genoemd in de 7e eeuw en bevond zich dan nog op een hoogte boven het dorp Lettret.
Vanaf de 10e eeuw verschoof de bewoning naar het dal en hing Tallard af van de prinsen van Orange. In de 12e eeuw kreeg de stad een stadsmuur met daarin vijf poorten. In 1215 schonken de prinsen van Orange de plaats aan de tempeliers, die een klein kasteel bouwden op een rots. Nadat de tempeliers waren ontbonden, kwamen de hospitaalridders in 1315 in het bezit van Tallard. Zij droegen het in 1322 over aan Arnaud de Trians, die de eerste heer van Tallard werd. Hij liet een versterkt kasteel bouwen op de rots. Enkele jaren later werd Tallard de zetel van een burggraafschap dat zeven parochies in de omgeving omvatte. In 1496 liet heer Bernardin de Clermont het kasteel verfraaien met onder andere een kapel en een park. In de tweede helft van de 16e eeuw kende Tallard oorlogsgeweld tijdens de Hugenotenoorlogen. In 1562 werden de stad en het kasteel ingenomen door de hugenoten maar ze werden hetzelfde jaar nog verjaagd door een katholiek leger. De oude kerk Saint-Étienne buiten de stadsmuren werd afgebroken om niet te kunnen dienen als schuilplaats voor protestantse troepen. Étienne de Bonne d’Auriac kocht het vervallen kasteel in 1600 en liet het opknappen. In 1692 werd het kasteel vernield door een leger van Victor Amadeus II, hertog van Savoye.
In de 19e eeuw werd de loop van de Durance omgeleid door een dijk en op de gewonnen grond kwamen volkstuintjes. En in 1860 kwam er een eerste brug over de rivier. Tot dan gebeurde oversteek met een veerpont.

## Geografie
De oppervlakte van Tallard bedroeg op 1 januari 2022 15,02 vierkante kilometer; de bevolkingsdichtheid was toen 151,3 inwoners per km². De stad ligt aan de Durance.
De onderstaande kaart toont de ligging van Tallard met de belangrijkste infrastructuur en aangrenzende gemeenten.

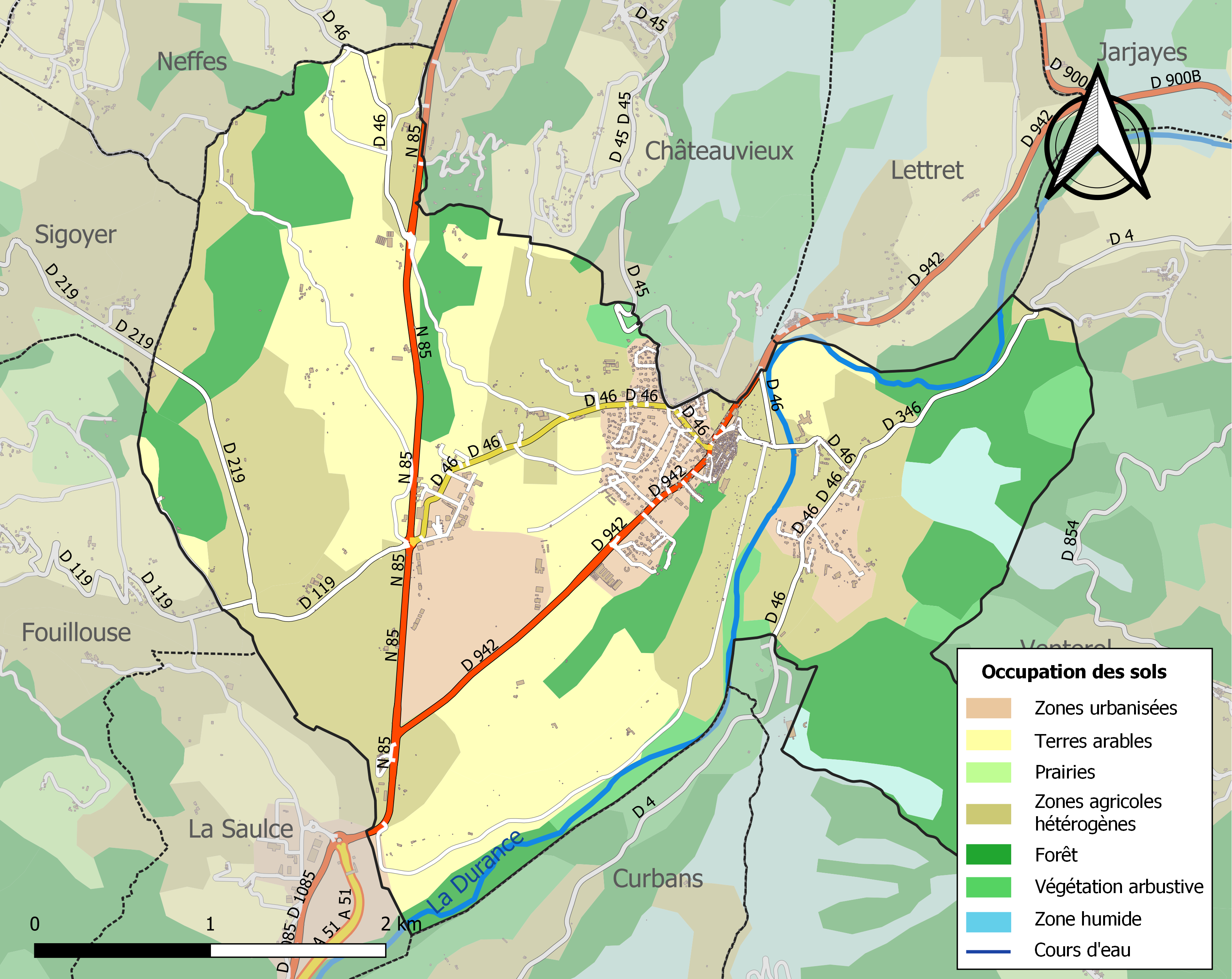

## Demografie
Onderstaande figuur toont het verloop van het inwonertal (bron: INSEE-tellingen).
Vanwege een beveiligingsprobleem met de MediaWiki Graph-software is het momenteel niet mogelijk deze grafiek weer te geven. Zodra de software is bijgewerkt zal de grafiek vanzelf weer zichtbaar worden.

## Bezienswaardigheden

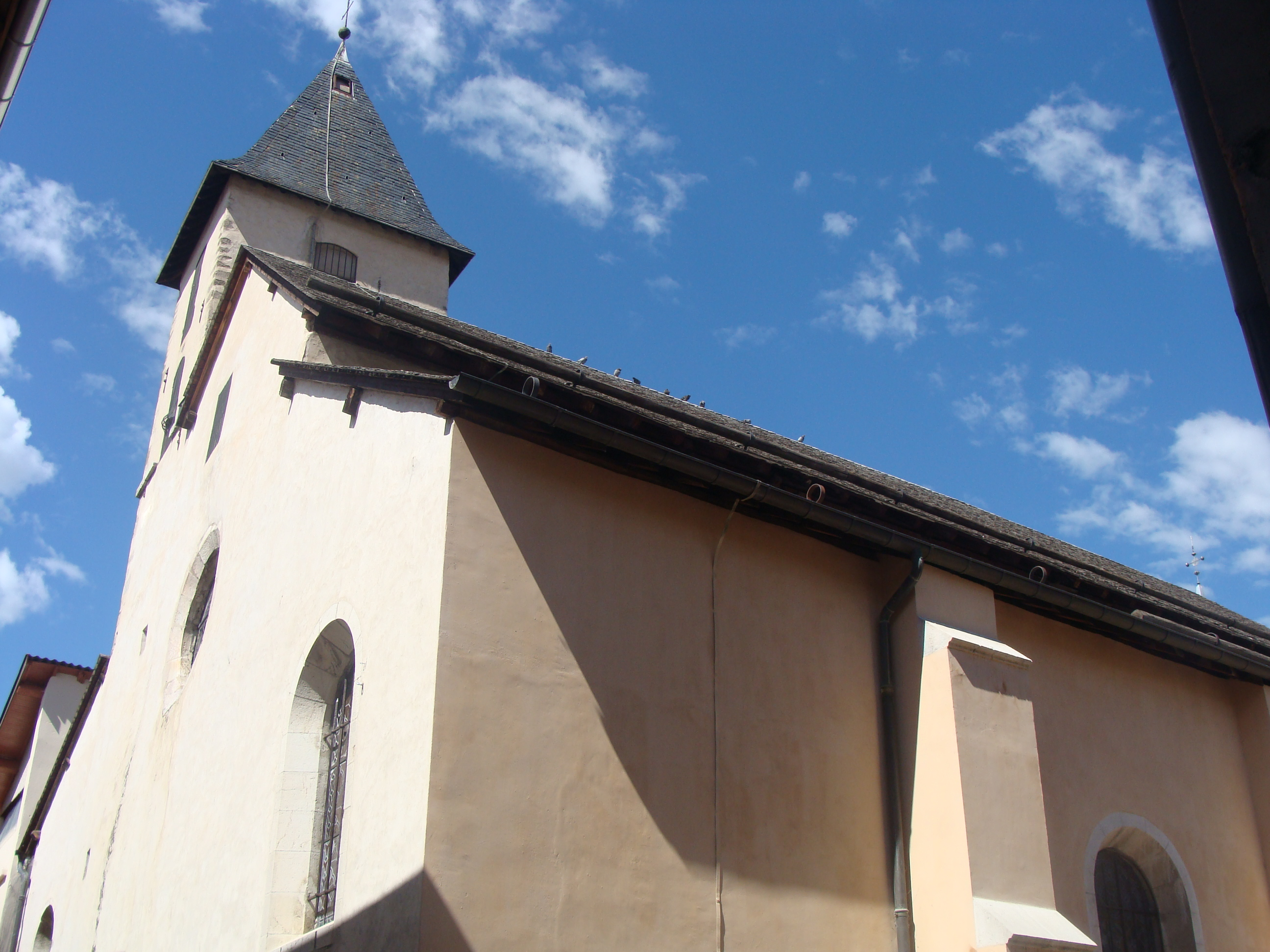
Kerk Saint-Grégoire

- Kasteel van Tallard. Aan het einde van de 19e eeuw werd begonnen met de restauratie van het kasteel. In 1957 kocht de gemeente het kasteel en werd de restauratie verdergezet. Het kasteel is deels in 1958 en als geheel in 1969 beschermd als historisch monument. Het Logis seigneurial met de donjon is het oudste deel van het kasteel (14e en 16e eeuw). Het Corps de Gardes en de kapel Saint-Jean zijn 16e-eeuws.
- Kerk Saint-Grégoire (1640-1644), gebouwd naar plannen van de jezuïet Léoutaud. De kerk werd beschermd als historisch monument in 1931. De kerk bevat 16e-eeuwse doopvonten en zes schilderijen uit 1743 van de Italiaanse schilders Amadeo Grassi en Silvestro Millesi die het leven van Sint-Gregorius van Tallard voorstellen. De kerk bezit relieken van de heilige, al ging het zilveren reliekschrijn verloren na de Franse Revolutie.[5]
- Parc de la Garenne. Voormalig wildpark van de heren van Tallard dat ommuurd werd in 1499 door Bernardin de Clermont.

## Geboren
- Antoine Mourès (1827-1887), drukker